# Торонто
Торонто (енгл. Toronto) је највећи град у Канади, и главни град провинције Онтарио. Налази се на северозападној обали језера Онтарио. Град је 2021. имао око 2.795.000 становника, а заједно са предграђима, цела агломерација Торонта имала је око 5.674.000 становника. Торонто се налази у срцу такозване Златне потковице, најнасељеније области у јужном и централном Онтарију, у којој живи око 8 милиона људи.
Становништво Торонта је космополитско и вишенационално, што је последица статуса Торонта као главног стецишта имиграције у Канади. Торонто је један од градова у свету са великим уделом дошљачког становништва (49% их је рођено изван Канаде). Због ниске стопе криминала, чисте природне околине, високог животног стандарда и пријатељског односа према етничкој разноврсности, Торонто се често убраја у светске градове у којима је најбоље живети Уз то, Торонто је и најскупљи град у Канади.
Град се налази на северозападној обали језера Онтарио, које је са површином од 18.960 km² најмање од 5 Великих језера. Град се вишеструко увећао крајем 1990-их интеграцијом великог броја околних насеља (Етобико, Скарборо, Источни Јорк и Северни Јорк). Центар града са трговинском и банкарском зоном се налази близу језера. Главна улица која град дели по вертикали је Јанг (Yonge Street).
Торонто је индустријски центар Канаде и један од водећих светских финансијских центара. Берза у Торонту спада међу седам највећих у свету.

## Етимологија
Име Торонто потиче од речи Мохок Индијанаца ткаронто или таронто која је означавала место где стабла извиру из воде а сам термин се највероватније односио на водени пролаз кроз који вода из језера Симко отиче у језеро Коучичинг. Појам је први пут забележен 1615. од стране француског морепловца и картографа Самуела де Шамплена.
Занимљиво је да се језеро Симко од 1680. на мапи Клода Берноа појављује под именом Lac de Taronto, а од 1686. појављује се и термин пролаз Таронто који се односио на данашњу реку Хамбер која протиче кроз град. Касније је на обалама реке подигнуто утврђење Форт Торонто из кога је настао данашњи град. Промена термина Таронто у Торонто први пут се појавила 1695. на мапи италијанског картографа Винченца Коронелија.
Према неким историчарима име града је изведено из термина торонтон и потиче од народа Хјурон и означавало је "место сусрета" или чак "земљу изобиља". Подручје данашњег града је мисионар Габријел Сагард још 1632. описао као "место сусрета" или "il y en a beaucoup" да би на тај начин означио место сусрета индијанских племена.
Термин Торонто који се односио на насељено место први пут је употребио командант британских ренџера мајор Роберт Роџерс 1765. који је то место након повлачења Француза означио као "идеално место за трговиште".
Често се име данашњег Торонта погрешно везивало за насеље Таранту које се налази у данашњем Квебеку источно од језера Ниписинг а које се први пут помиње на мапи Нове Француске Николаса Сансона из 1656. године.
На седници градског већа одржаној 6. марта 1834. године град је и службено постао Торонто (уместо дотадашњег имена Јорк) односно "граду је враћено древно име".

## Географија
Град Торонто се налази на северозападним обалама језера Онтарио на површини од 630 km². Налази се на 43°39' сгш и 79°23' згд. Град је са југа омеђен 49 km дугом обалом Онтарија, на западу се простире до речице Етобико Крик и дела ауто-пута 427 док је источна граница река Руж. Крајња северна граница је Стилс авенју. Непосредно уз обалу простиру се Острва Торонта која праве природни заклон за градски залив Торонто Харбор (често познат и као Торонто Беј). Источно од острва, и 5 km југоисточно од градског центра налази се Порт Лендс, уски појас земљишта у виду полуострва формиран на некадашњој делти Дона који је индустријска и рекреациона четврт града. У правцу запад-исток град се протеже дужином од 43 km, а од севера ка југу 21 km.
У геолошком погледу град је смештен на седиментној стени која је део много веће платформе Сен Лоренса која лежи у основи целог јужног Онтарија.

### Топографија
Кроз град протичу две веће реке и њихове бројне мање притоке. Река Хамбер протиче кроз западни, а Дон кроз источни део града. Острва уз обалу која су оградила Торонто Харбор настала су акумулацијом материјала који се на то подручје доносиле језерске струје. Бројни потоци и реке које теку ка језеру формирале су релативно густу мрежу јаруга обраслих дрвећем и жбуњем које су претворене у градске рекреационе зоне а имају и велики значај у одводњавању вишка вода са градских улица током олујних киша. Ипак из појединих јаруга ближих Дону често се дешавају изненадне поплаве узроковане порастом нивоа подземних вода. Међутим јаруге су нарушавале мрежни план (или хиподамус) града па су тако многе улице да би се испоштовао урбанистички план града прекидане на контактима са овим удубљењима. Тако су авеније Финч, Лоренс и Сен Клер завршавале на једној страни јаруге а настављале се на другој. Преко многих су направљени велики вијадукти (попут вијадукта принца Едварда).
Током последњег леденог доба нижи делови данашњег града су били потопљени водама реликтног глацијалног језера Ирокуа (фр. Lac glaciaire Iroquois) чије су некадашње обале јасно видљиве на потезу од авеније Викторија Парк до ушћа Хајланд Крика. На том делу обале који се зове Скарборо Блафс налазе се бројне стрме литице максималне висине до 65 m. Многи геолози овај природни облик сматрају својеврсним геолошким чудом. Овакви облици рељефа видљиви су и у близини западног дела авеније Сен Клер (између улице Батерст и реке Дон) те на подручју између Спадине и Давенпорта. Једна од најлепших градских грађевина, вила Каса Лома (данас музеј) изграђена је управо на једом од ових гребена.
Надморска висина града благо расте идући од обала ка унутрашњости. Најнижи део града лежи на обалама језера Онтарио на надморској висини од 75 m док је највиша градска тачка на 209 m у близини Универзитета Јорк на раскршћу улице Кил и авеније Стилс на крајњој северној градској периферији.
Обала око залива Торонто Харбор је доживела велике промене крајем 19. века вештачким насипањем и проширивањем ка унутрашњости језера. Слична ситуација се десила и са подручјем Порт Лендса. Острва која се налазе у близини су уском пешчаном превлаком била повезана са копном све до велике олује 1858. која је у потпуности прекинула ову природну везу с копном али је са друге стране отворила приступ мањим бродицама ка заливу.

### Клима
Због свог положаја у јужном делу Канаде, али и близине велике водене површине Великих језера, Торонто се налази у зони влажне умереноконтиненталне климе (по Кепену Dfa). Град одликују топла и влажна лета те изразито хладне и снежне зиме. Пролеће и јесен одликују варијације сувог, сунчаног и кишовитог времена а у том делу године честе су и велике температурне варијације (и преко 30 °C на дневном нивоу).
Просечна годишња температура износи 9 °C. Температуре у јануару се крећу између -1 °C и -7 °C. Током зимског дела године чести су и периоди изузетно хладног времена са температурама нижим од -10 °C а снажни хладни ветрови често спуштају температуре и до -20 °C. Током лета температуре ваздуха се крећу између 23°—31 °C док су температуре до 38 °C ређе. Апсолутни температурни максимум у граду забележен је три узастопна дана од 7. до 9. априла 1936. и износила је 41 °C. Најтоплији месец био је јул 1921. са просеком од 26 °C. Апсолутни минимум забележен је 10. јануара 1859. и износио је −33 °C а најхладнији месец био је јануар 1994. са дневним просеком од −12,4 °C.
Падавине су равномерно распоређене током целе године иако се лето сматра највлажнијим годишњим добом. Годишњи просек падавина је 830 mm. Снег је редовна појава у току зимског дела године, а снежне падавине нису ретка појава ни у касну јесен и рано пролеће иако се тада снежни покривач не задржава дуже времена на тлу. Просечна дебљина снежног покривача износи 133 cm а најдебљи снежни покривач забележен је у зиму 1869. са просеком од 313,7 cm по квадратном метру. Ветрови који током зиме дувају са језера доносе обиље снежних падавина и формирају сметове на градским улицама који често доводе до колапса у саобраћају. Тако су градске власти у јануару 1999. биле присиљене да у помоћ позову војску због чишћења улица од снега.
Тропске олује, грмљавинске непогоде и торнада су ретка појава. Иако је у последњих пар година неколико пута означавана опасност од удара торнада снаге Ф2, ветрови су заобишли сам град. Најразорнија олуја која је протутњала градом био је ураган Хејзел у октобру 1954. када је услед поплава погинула 81 особа.
Просечан број сунчаних сати током године износи 2.038, односно 44% свих дана у години. Највише сунца има током јула а најмање у децембру.
Убрзана урбанизација и ширење града те развој индустрије утичу на промене у микроклими града током последње деценије. Просечне температуре су у периоду 1971—2000. порасле између 1,3° и 1,7 °C, учесталост олујних непогода је повећана како у летњем тако и у зимском делу године.

### Вегетација
Природни пејзаж данашњег Торонта формиран је пре 10.000 година повлачењем последњег ледника са тог подручја. Широм града се налазе бројне јаруге које су претворене у паркове и представљају права "зелена острва у мору бетона и челика".
У природном окружењу, Торонто је настао на подручју мешовитих шума умереног појаса. Ову екозону одликује мешавина четинарског и листопадног дрвећа попут бора, кедра, брезе, бреста, јавора, храста и оморика. Градске власти посвећују велику пажњу уређењу градских паркова и природних џепова а посебно се велика пажња посвећује очувању и одржавању природног биљног покривача.
Неслужбени мото Торонта је "град у парку". У граду се налази 7.393 хектара зелених површина и 1.473 парка. У свим парковима налази се преко 2,5 милиона стабала, док се у самом граду ван рекреационих зона налази још пола милиона стабала.
Најатрактивнији паркови и ботаничке баште у граду су Едвардс гарденс, Ривердејл фарм, Гилдвуд парк, Хај парк, Алан гарденс.

## Историја

### Пре 1800.
Када су Европљани први пут стигли на место данашњег Торонта, његову околину су насељавали Индијанци из племена Хјурон, који су претходно потиснули племе Ирокеза, које је ту живело пре око 1500. године. Име Торонто је вероватно изведене из ирокешке речи tkaronto, што значи "место где дрвеће стоји у води". То име се односи на северни крај данашњег језера Симко, на ком су Хјурони поставили шипове да узгајају рибу.
Француски трговци су 1750. основали трговачку станицу Форт Руј, али су је напустили 1759. Током Америчког рата за независност, у региону је стигао талас избеглих британских лојалиста који се населили северно од језера Онтарио. Године 1787. Британци су испословали куповину Торонта од племена Мисисога, чиме су обезбедили више од четврт милиона хектара земље у подручју Торонта.
Године 1793, гувернер Џон Грејвс Симко је основао град Јорк на месту постојећег насеља, давши му име у част Фредерика, војводе од Јорка и Олбанија. Симко је изабрао овај град да буде седиште Горње Канаде уместо Њуарка, верујући да ће ново насеље лакше моћи одбранити од напада Американаца. Форт Јорк је изграђен на улазу у природну градску луку, заклоњен дугим пешчаним полуострвом.

### 1800—1945.
Америчке снаге су 1813. заузеле и опљачкале град после битке за Јорк, током америчко-британског рата. Преговоре о предаји града водио је Џон Строн. Амерички војници су током петодневне окупације уништили већи део Форт Јорка и запалили зграду парламента. Пљачкање Јорка је био главни разлог за британско уништење Вашингтона у каснијем току рата.
Јорк је је добио самоуправу 6. марта 1834. када му је враћено првобитно име Торонто. Део од само 9.000 становника су чинили избегли афроамерички робови. након што је ропство постало потпуно забрањено у Горњој Канади. Реформски политичар Вилијам Лајон Макензи је постао први градоначелник Торонта. Макензи је 1837. предводио неуспешни устанак у Горњој Канади против британске колонијалне власти. Град је нагло растао током друге половине 19. века, поставши главно одредиште за имигранте у Канади. Први значајан прилив становништва десио се са Великом глађу у Ирској када се доселио велики број Ираца, већином католика. До 1851. становништво ирског порекла је постало највећа етничка група у граду. Мањи број ирских протестаната је добро прихваћен од постојећег шкотског и енглеског становништва, што је дало Реду оранжиста значајан и дуготрајан утицај на друштво Торонта.
Торонто је два пута, на кратко време, био главни град уједињене Провинције Канаде: први пут од 1849. до 1852, након немира у Монтреалу, а касније од 1856. до 1858, након чега је све до 1866. главни град постао Квебек (годину дана пре стварања Канаде), а од тада, главни град Канаде је постала Отава. Торонто је постао главни град покрајине Онтарио, након њеног званичног оснивања 1867, и седиште покрајинске владе која је смештена у Квинс Парку. Због свог статуса главног града покрајине, у граду се налази резиденција Гувернера Онтарија, другог по важности заступника краљице Елизабете II у Онтарију.
У 19. веку је изграђен велики канализациони систем, а улице су осветљене гасним осветљењем. Изграђене су дугачке железничке линије, међу којима је и она која повезује Торонто са горњим Великим језерима, завршена 1854. године. Првобитна станица Јунион у центру Торонта је била заједнички пројекат Велике теретне железнице и Северне канадске железнице. Долазак пруге је допринео значајном повећању броја имиграната, развоју трговине и индустрије, исто као што су пароброди и шкуне са језера Онтарио који су пристајали у градској луци омогућили да Торонто постане главна капија која повезује унутрашњост северноамеричког континента са светом.
Тих година Торонто је постао највећи центар за дестилацију алкохолних пића у Северној Америци; компанија Гудерхам и Вортс је од 1860-их управљала највећом дестилеријом вискија на свету. Градска лука, један део ове некада доминантне локалне индустрије сачуван је у Дестилеријском дистрикту, је омогућавала сигуран увоз житарица и шећера који се користио у обради. Проширење луке и изградња железничких објеката омогућила је извоз дрвне грађе и увоз пенсилванијског угља, што су делатности које ће доминирати градском индустријом наредних 100 година.
Трамваји на коњску вучу уступили су своје место електричним трамвајима 1891. када је град поверио ову делатност Железницама Торонта. Систем јавног превоза је прешао у јавно власништво 1921. године оснивањем Саобраћајне комисије Торонта, која данас ради под именом Транзитна комисија Торонта. Систем данас има трећи највећи број путника који користе његове услуге међу градовима Северне Америке.
Велики пожар у Торонту 1904. је уништио највећи део централног Торонта али град је брзо обновљен. Пожар је нанео штету која је износила више од 10 милиона долара, довео је до строжих закона о пожару, као и до развоја ватрогасне службе.
Нови талас имиграната, посебно Немаца, Француза, Италијана и Јевреја из разних крајева источне Европе, је задесио град од краја 19. века до почетка 20. века. Њих су убрзо пратили Кинези, Руси, Пољаци и имигранти из других источноевропских земаља. Као и Ирци неколико деценија раније, већина ових имиграната је живела у претрпаним сиротињским четвртима, као што је Ворд, смештен око улице Беј, која је данашње финансијско средиште Канаде. Упркос свом брзом расту, све до 1920-их становништво и привредни значај Торонта су били у сенци Монтреала. Ипак Торонтска берза је 1934. постала највећа у држави.

### Од 1945.
Након Другог светског рата у Монтреал су стигле избеглице из ратом разорене Европе, као и кинески радници у потрази за послом. Такође дошао је и велики број грађевинских радника, нарочито из Италије и Португалије. Након укидања расистичке имиграционе политике крајем 1960-их, у град су почели да долазе људи из свих делова света. Број становника је прешао један милион 1951. године, чиме је отпочео велики раст приградских насеља, а број становника је удвостручен до 1971. године. До 1980-их, Торонто је превазишао Монтреал по броју становника и постао главни привредни центар Канаде. Истовремено, делимично због политичке нестабилности изазваном оживљавањем покрета за независност Квебека, многе канадске и мултинационалне корпорације су преселиле своја седишта из Монтреала у Торонто и друге градове у западној Канади.
Послератна имиграција допринела је брзом развоју приградских насеља, па се мислило да ће координисана стратегија располагања земљиштем и заједничке услуге пружити већу корист региону. Стога су град Торонто и 12 околних општина 1954. административно уједињени у регионалну општину Метрополитански Торонто. У надлежност регионалне администрације ушле су послови који су често прелазили границе једне општине, као што је одржавање путева, полицијске службе, водоснабдевање и јавни превоз. Исте године, пола века после Великог пожара 1904, град је погодио ураган Хејзел, кога су пратиле велике поплаве. У подручју Торонта погинула је 81 особа, готово 1.900 породица је остало без домова, а штета од урагана износила је више од 25 милиона канадских долара.

## Становништво
На основу података са последњег комплетног пописа становништва из 2006. процењено је да је у Торонту у јуну 2006. живео 2.503.281 становник, што га чини највећим градом у Канади, и петом највећом агломерацијом у Северној Америци.
Становништво града порасло је за четири посто (96.073 становника) између 1996. и 2001, и један посто (21.787 становника) између 2001. и 2006. Особе млађе од 14 година чине 17,5% становништва, а старији од 65 година чине 13,6% становништва. Медијана старости износи 36,9 година. Особе рођене ван Канаде чине 49,9% становништва.
Родну структуру града чини 48% мушкараца и 52% жена.
Према Програму Уједињених нација за развој, Торонто има други највећи проценат константног становништва рођеног у другим државама, после Мајамија. Ниједна народност или култура не доминира међу имигрантским становништвом Торонта. што га чини једним од најразноликијих градова на свету по том критеријуму. Више од 100.000 имиграната стигне у област Торонта сваке године.
На попису из 2006. особе европског порекла су чиниле највећи скуп етничких група Торонта, 52,6%, од тога највише особа је британског, ирског, италијанског и француског порекла. Остале етничке групе су Индијци, (12,0%), Кинези (11,4%), Афроамериканци (8,4%), Филипинци (4,1%) и Латиноамериканци (2,6%). Домородачко становништво, чини 0,5% становништва. Ова разноврсност се одражава и по четвртима Торонта, па тако постоје четврти у којима живе углавном припадници одређене етничке групе, на пример Кинеска четврт, Корзо Италија, Грчка четврт, Кенсингтон Маркет, Мала Индија, Мала Италија, Мала Јамајка, Мали Португал и Ронсесвелс.
Иако је енглески језик главни језик којим говоре становници Торонта, и други језици имају значајан број говорника. Поред енглеског у предузећима су најзаступљенији дијалекти кинеског и италијанског језика. Због тога је Служба за хитне случајеве оспособљена да одговори на више од 150 језика.

### Религија
Хришћанство је највећа верска група у Торонту. На попису 2001. године, 33,4% грађана су били католици, док су протестанти чинили 21,1% а православци 4,8%, копти 0,2%, и остали хришћани 3,9%. Због великог броја методиста, Торонто се често назива „методистички Рим”. Друге бројније религије у Торонту су ислам са 5,5% верника, хиндуизам са 4,1%, јудаизам са 3,5%, будизам са 2,1 процентом, сикизам са 1,9% и друге источњачке религије са 0,2%. Нерелигиозне особе чине 16,6% становништва.
Торонто је седиште римокатоличке Торонтске надбискупије, Источне епархије Украјинске православне цркве у Канади, англиканске Торонтске бискупије, Торонтске митрополије Васељенске патријаршије и украјинске гркокатоличке Торонтске епархије.
На подручју ширег Великог Торонта под ингеренцијом Српске православне цркве налазе се Црква Светог Саве у Торонту, Храм сабора српских светитеља у Мисисаги, Црква Светог Арсенија Сремца у Витбију и од 2010. године Црква Светог Архангела Гаврила у Ричмонд Хилу. Друга српска православна црква у Торонту (Црква Светог Архангела Михаила) саграђена је 1964. године али није под ингеренцијом Српске православне цркве.

## Политика и локална самоуправа
Торонто је аутономна општина која има свог градоначелника и своју владу. Структура општинске владе је дефинисана Законом о граду Торонту. Градоначелник Торонта се бира непосредним гласањем и служи као извршна власт у граду. Градско веће Торонта је једнодомно тело, које чини 25 одборника који представљају градске изборне јединице. Градоначелник и чланови Градског већа имају мандат који траје четири године без ограничења броја мандата. До општинских избора 2006. године, мандат градоначелника и градских одборника је трајао три године.
После избора 2006, Градско веће је имало седам сталних одбора, при чему се сваки одбори састоји од председника, потпредседника и четири одборника. Градоначелник именује председавајуће одбора, а преостале чланове одбора именује Градско веће. Извршно веће чине председавајући сваког сталног одбора, заједно са градоначелником, замеником градоначелника и још четири одборника. Одборници се такође именују да надгледају Транзитну комисију Торонта и Одбор полицијске службе Торонта.
Град има четири општинска већа које се баве локалним проблемима. Градско веће је пребацило на општинска већа овлашћења за доношење одлука на локална и рутинска питања, док се за доношење крупнијих одлука попут планирања консултује Градско веће. Сваки градски одборник служи и као члан општинског већа.
Ова тела се састоје од градских одборника и приватних лица. Торонто је 2011. године имао буџет у износу од 9,4 милијарди канадских долара. Град добија средства од Владе Онтарија као додатак пореским приходима и таксама.

## Привреда
Торонто је један од најважнијих светских пословних и финансијских центара и сматра се финансијском престоницом Канаде. У финансијском смислу Торонто је други по значају финансијски центар Северне Америке (после Њујорка) са 205.000 запослених у банкарском сектору и највећим брокерским кућама. Магазин Форбс је град Торонто уврстио на десето место на ранг листи најважнијих светских финансијских центара, испред Мадрида, Филаделфије и Мексика. По тржишном обиму берза у Торонту (TSX) је трећа по величини на континенту и осма у свету. Најважније финансијске институције смештене су у финансијској четврти града у улици Беј, а свих пет највећих канадских банака има своја седишта управо у Торонту. Градски буџет у фискалној 2008. години износио је 8,17 милијарди долара а већина буџетских прихода долази од пореза на имовину (од пореза на имовину у 2008. се у градски буџет слило 3,322 млр долара).
Град је веома значајан центар медија, издавачке индустрије, телекомуникација, информационих технологија и филмске индустрије. Изузетно повољан стратешки положај на саобраћајном коридору од Квебека до Виндзора учинио је од Торонта важан дистрибутивни и трговачки центар индустријских производа, а изградња канала којим су 1959. Велика језера повезана са реком Сен Лорен отворила су граду приступ отвореним водама Атлантика.
Године 2010, град је имао нето дуг од 4,4 милијарде долара а исте године спољни дуг је повећан за додатних 721 милион долара. Стопа незапослености у новембру 2010. износила је 6,7% и највиша је била код имигрантске популације (чак 20%).
У самом граду се углавном налазе седишта великих компанија док су производни погони смештени дуж периферије и на подручју суседних општина. Најважнији индустријски објекти данас се налазе у областима Пил и Јорк изван градског подручја, док су највеће фабрике унутар града у северном Јорку, Скарбору и Етобику (око аеродрома Пирсон). Индустријско језгро Торонта раније је било дуж обала Торонто Харбора и ушћа Дона да би се крајем 19. века индустријски објекти почели измештати на градску периферију дуж железничких линија.
У Торонту своје седиште имају следеће компаније: Bell Media, Rogers Communications, Torstar. У ширем градском подручју налазе се седишта компанија Magna International, Celestica, Manulife Financial, Sun Life Financial, Компанија Хадсоновог залива, те велике хотелске групације Four Seasons Hotels и Fairmont Hotels & Resorts.
По трошковима живота Торонто се сматра најскупљим градом у целој Канади.

### Туризам
Према агенцији Euromonitor Торонто се налази на 40. месту светских топ туристичких дестинација. Архитектонски симбол града је 553 метра високи торањ Си-Ен тауер изграђен 1976. године и највиша је грађевина западне хемисфере. Торањ је држао светски рекорд као највиша светска грађевина пуне 34 године, све до изградње Бурџ Халифа у Дубаију. Сваке године торањ посети преко два милиона туриста.
Туристички су веома интересантни Краљевски музеј Онтарија и Уметничка галерија Онтарија. Музеј Гардинер је једини музеј у целој земљи који је посвећен уметничкој керамици и који чува преко 2.900 керамичких експоната из целог света. Музеј ципела Бата (Bata Shoe Museum) је јединствена институција тог типа у Северној Америци, која поседује преко 12.500 предмета, од који је део изложен.
Некадашња циглана Don Valley Brick Works (отворена 1889) је 1996. рестаурирана и проглашена делом градског наслеђа. Једна од најважнијих манифестација у граду је традиционални The Ex сајам који се непрекидно одржава још од 1879. године, и важи за најстарију и највећу сајамску манифестацију у целој Канади. Сајам који траје 18 дана у просеку посети око 1,3 милиона посетилаца годишње.
У четврти Јорквил налазе се бројне трговине најпознатијих робних марки из целог света и бројни ресторани а овај део града постаје својеврсна престоница светског џет-сета током традиционалног Филмског фестивала који се одржава непрекидно од 1976. године. Веома популарна туристичка дестинација у граду је и Торонто Итон центар, највећи шопинг мол у граду и трећи по величини у држави. Отворен је 1977. године и у њему се налази 330 трговина и ресторана. Сваке недеље преко милион посетилаца прође кроз Итон центар, а са годишњом посетом од 52 милиона један је од најфреквентнијих шопинг молова у целој Америци.
Авенија Данфорт, или грчка четврт, чувена је по својим ресторанима и светски је рекордер у броју ресторана по километру квадратном. У овом крају се од 1994. сваке друге недеље у августу одржава фестивал хране Taste of the Danforth. Током три дана колико фестивал траје цела авенија Данфорт се претвара у огроман штанд и највећи грчки ресторан на свету који посети просечно милион туриста годишње.
Велики број туриста привлачи и вила музеј Каса Лома коју често зову најпознатијим дворцем у Канади. Некадашња луксузна резиденција имућног банкара и индустријалца Хенрија Пелата данас је претворена у музеј. Туристички су интересантна и Острва Торонта, Форт Јорк, Кенсингтон маркет и Хокејашка кућа славних.
Од 2000. године током два дана викенда у мају се организује "Фестивал отворених врата" (енгл. Doors Open Toronto) када све најважније грађевине у граду отварају своја врата посетиоцима. Циљ манифестације је да се грађани и туристи боље упознају са градском историјом, културом и наслеђем.

### Клима
Јавним превозом у граду, који укључује аутобуски, трамвајски и метро саобраћај руководи јавна компанија Торонто транзит комишн (или ТТЦ) основана 1921. године. ТТЦ је трећа по величини јавна саобраћајна компанија на северноамеричком континенту, одмах после њујоршке и мексичке. Током 2010. услуге јавног превоза у граду дневно је користило око 2,5 милиона путника, а више од половине овог броја користило је градске аутобусе. ТТЦ је у 2008. имала укупно 11.861 запосленог. Прва метро линија која је пролазила испод улице Јанг отворена је 1954. и имала је 12 станица, а број станица је до 2010. повећан на 69 (у изградњи још шест станица). Метро саобраћај обавља се преко 4 линије, три линије су у целости под земљом док је једна у форми лаког метроа.
Саобраћајем у подручју ширег Торонта и јужног Онтарија управља компанија Џи-О Транзит која је у власништву Министарства саобраћаја Онтарија. Овај вид превоза сваког радног дана користи око 217.000 путника. Најфреквентнија станица, а уједно и саобраћајно чвориште Торонта је Јунион стејшн смештена у западном делу улице Фронт.
Ваздушни путнички саобраћај одвија се преко међународног аеродрома Пирсон (ИАТА код YYZ) смештеног 22,5 km северозападно од центра града у подручју Мисисаге. Пирсон је највећи и најфреквентнији аеродром у Канади. На Острвима Торонта налази се аеродром Били Бишоп (ИАТА код YTZ) који се користи искључиво за потребе локалног цивилног ваздухопловства.
Густа мрежа локалних путева у форми брзих цеста повезује град са околним насељима, док мрежа ауто-путева повезује град са остатком земље. Ауто-пут 401 који дели град на западни и источни део повезује Торонто са Квебеком на североистоку и Виндзором и границом са САД на југозападу. Овај ауто-пут је најпрометнији на целом континенту а по обиму саобраћаја налази се и међу првима у свету. Најпрометније локалне саобраћајнице су Гардинер експресвеј, Дон Вели парквеј и Ален роуд.
Најважније саобраћајнице у самом граду у правцу запад-исток углавном се пружају паралелно са обалом, док се саобраћајнице од севера ка југу спуштају управно у односу на обалу.
Од 2004—2006. постојала је трајектна линија између Торонта и града Рочестера у америчкој савезној држави Њујорк.

## Архитектура
Данашњи Торонто у архитектонском смислу представља праву мешавину модерног дизајна 21. века и архитектуре 19. века колонијалног, џорџијанског и викторијанског стила. Због тога је Лоренс Ричардс, професор на архитектонском факултету Универзитета у Торонту са правом овај град назвао "потпуно новом и дрском мешавином стилова и периода". Неки од најпознатијих светских архитеката радили су и стварали у Торонту: Френк Гери, Данијел Либескинд, Норман Фостер, Јо Минг Пеј и Лудвиг Мис ван дер Рое. Град који је упијао архитектонске идеје из Европе и САД, успео је да оформи и неколико јединствених архитектонских форми у у виду стамбених објеката типа Bay-and-gable и The Annex style house.
Најстарије живуће грађевине у граду потичу из прве четвртине 19. века (Кембел хаус и Гранџ), изграђене од црвене цигле у џорџијанском стилу који је био омиљен међу тадашњом елитом. Викторијански стил је оживео у другој половини 19. века а највећа колекција грађевина овог стила налази се у четвртима Паркдејл и Дистилери. У Дистилерију се налазе најлепши примери индустријске архитектуре града из 19. века.
Градски пејзаж је доживео највеће промене током шездесетих и седамдесетих година 20. века када су многе старије грађевине замењене модерним објектима. Стамбени објекти су наменски грађени за средњу класу и почели су да се измештају у предграђа на периферији док су централни делови града расли у висину. Торонто данас са 2.000 грађевина виших од 90 m заузима друго место на континенту по овом критеријуму, одмах иза неприкосновеног Њујорка (преко 5.000 облакодера). У октобру 2011. у граду је регистровано чак 132 грађевине типа облакодера у изградњи, што је највећи број од свих северноамеричких градова (Мексико 88, Њујорк 86, Чикаго 17).

### Градске четврти
Стамбени објекти у граду у архитектонском смислу се доста разликују од пословних зграда у финансијској четврти. Остаци викторијанске стамбене архитектуре су очувани у четвртима Роуздејл, Кебиџтаун, Анекс и Јорквил док је кварт Вајквуд парк као једно од најстаријих плански изграђених насеља проглашен друштвеним наслеђем Онтарија 1985. године.
Град је подељен на 240 посебних насеља, односно четврти. У састав града ушло је 6 некадашњих општина које данас представљају градска насеља:
- Стари Торонто (енгл. Old Toronto)
- Источни Јорк
- Етобико (енгл. Etobicoke)
- Скарборо (енгл. Scarborough)
- Северни Јорк
- Јорк

Стари Торонто представља уједно и градски центар и историјско језгро града. Ово је најгушће насељени део града. У финансијској четврти налази се највећи кластер небодера у целој Канади, а пејзажом овог дела града доминирају Фрст канадијен плејс, Торонто доминион центр, Скоша плаза, Ројал бенк плаза, Трговачки суд и Брукфилд плејс. Од центра града ка северу смештене су бројне историјске четврти, данас подручја у којима живе богати становници града: Јорквил, Роуздејл, Анекс, Форест хил, Лоренс парк, Литн парк, Дир парк, Мур парк и Каса Лома. Са друге стране у четвртима Сент Џејмс таун, Риџен парк, Мос парк, Александра парк и Паркдејл се налазе бројне стамбене зграде намењене средњем слоју становништва. У старом Торонту се налазе и етнички профилисане четврти попут Кинеске и Грчке четврти, Мале Италије, Мале Индије и Португалског кварта.
У насељима Јорк и Источни Јорк доминирају породичне куће и мањи стамбени комплекси намењени пре свега радничкој средњој класи. У неким од стамбених блокова овог дела града доминирају стамбене вишеспратнице у којима углавном живе бројне имигрантске породице. То су етнички најшаренији делови Торонта. Периферни делови града обухватају подручја некадашњих општина Скарборо на истоку, Етобико на западу и Северног Јорка на северу. У последње време значајан број пословних објеката из финансијске четврти се премешта у ове делове града.

### Јавне површине
У Торонту постоји широка лепеза јавних површина, од градских тргова до бројних паркова. Бригу о јавним површинама у граду води посебан одсек Toronto Public Space Committee.
Два најважнија трга у строгом центру града су Нејтан Филипс сквер и Јанг-Дандас сквер. Трг Нејтан Филипс је отворен 1965. и замишљен је као велики отворени простор испред улаза у градску већницу Торонта, а име је добио у част некадашњег градоначелника Нејтана Филипса (градоначелник од 1955. до 1962). Трг Јанг-Дандас (или скраћено Вај-Ди Сквер) налази се такође у близини градске већнице, отворен је 2002. на раскршћу улица Јанг и Дандас и захваљујући бројним уметничким приредбама које се одржавају на њему за кратко време је постао једна од најважнијих туристичких локација у граду. Најважнија јавна површина на обали је трг Харборфронт. Током зиме највеће јавне површине у граду се обично претварају у велика клизалишта.
У ужем и ширем делу града налазе се бројни паркови, а неки од најзначајнијих и најомиљенијих су Гренџ парк, Мус парк, Алан Гарденс, Литл Норвеј парк, Квинс парк, Ривердејл парк, Тринити Белвудс парк, Кристи Питс и Лесли Стрит спит. Највећа концентрација зелених површина налази се на острвима која су трајектом повезана са копном.

## Култура
Културна сцена Торонта обухвата више од педесет балетских и плесних група, шест оперских група, два симфонијска оркестра и мноштво позоришта. У граду се налази Национални балет Канаде, Канадска опера, Симфонијски оркестар Торонта, Канадски електронски ансамбла и Канадско сценско друштво. Значајна објекти за извођење представа су Центар Фор сизонс за сценску уметност, Рој Томсон Хол, позориште Принцеза од Велса, Ројал Алекандра Театар, Маси Хол, Центар за уметност Торонто, позоришта Елгин и Винтер Гарден и Сони центар за сценске уметности.
Онтарио плејс обухвата IMAX биоскоп Синесферу, као и амфитеатар Молсон, отворени простор за концерт. Од пролећа 2012. Онтарио плејс је затворен због пада посећености током година. Амфитеатар Молсон и лука још увек раде, али парк и Синесфера више не.
Сваког лета Канадско сценско друштво изводи неку Шекспирову представу на отвореном у Хај парку. Канадска стаза славних одаје признања успешним Канађанима преко низа звезда на тротоарима дуж улица Кинг и Симко.
Продукција домаћих и страних филмова и телевизијских емисија је важна делатност у граду. Торонто је 2011. био рангиран на трећем месту филмских и телевизијских центара после Лос Анђелеса и Њујорка, због чега са Ванкувером дели надимак "Холивуд севера". Међународни филмски фестивал у Торонту се одржава сваке године и приказују се филмови из целог света.
Карипски карневал (раније познат као Карибана) се одржава сваког лета од средине јула до почетка августа. Прва Карибана се одржала 1967. када је локална карипска заједница славила стогодишњицу постојања Канаде. Више од 40. година касније, карневал је толико нарастао да привлачи милионе људи у Торонто сваке године.
Један од највећих догађаја у граду, Недеља поноса недеља поноса се одржава крајем јуна и један је од највећих ЛГБТ фестивала на свету. Током 10 дана колико траје недеља поноса широм Торонта се одржавају бројне музичке и културне манифестације које промовишу различитост и толеранцију. Према подацима организатора у недељи поноса 2009. учествовало је скоро милион посетилаца, а сам град је од фестивала зарадио 136 милиона канадских долара.

### Медији
Торонто је канадско највеће медијско тржиште; има четири конвенционална дневника, два недељника и две бесплатне новине у градском подручју од око 6 милиона становника. Торонто стар и Торонто сан су истакнути градски дневни листови, док национални дневници, The Globe and Mail и National Post имају седиште у граду. Метро, 24 сата и t.o.night се штампају као бесплатне новине. Два најважнија градска недељника су Now и The Grid.
У Торонту се налазе седишта неких од највећих канадских телевизијских мрежа на енглеском језику, међу којима су Си-Би-Си, Си-Ти-Ви, Глобал ТВ, Ти-Ес-Ен и Спортснет.

## Криминал
Криминал у Торонту је релативно низак већ дуг период времена; ниска стопа криминала у Торонту је резултовала да град има репутацију као један од најбезбеднијих великих градова у Северној Америци. Недавни подаци показују да је криминал на градском подручју Торонта у сталном паду од 1998. године, а укупно смањење свих пријављених злочина у периоду 1998—2008 износи 33%.
На пример, године 2007. стопа убистава за Торонто је износила 3,3 убијених људи на 100.000 становника, што је релативно мало у поређењу са Детроитом (33,8), Атлантом (19,7), Бостоном (10,3), Лос Анђелесом (10,0), Њујорком (6.3), док је незнатно нижа у Ванкуверу (3,1), и Монтреалу (2,6). Стопа пљачки у Торонту се такође рангира ниско, са 207,1 пљачки на 100.000 становника, у поређењу са Лос Анђелесом (348.5), Ванкувером (266,2), Њујорком (265.9) и Монтреалом (235.3).
Највећи број убистава у једној години забележен је 1991. године, када је пријављено 89 убистава, што је стопа од 3,9 убијених људи на 100.000 становника. Године 2005, медији у Торонту су сковали термин "година пиштоља" (енгл. Year of the Gun), јер је забележен рекордан број убистава из пиштоља, 52 од 80. Укупан број убистава опао је на 70 у 2006. години, а исте је скоро 2.000 људи у Торонту било жртва злочина који су били у вези са пиштољем, што је једна четвртина од укупног националног броја. Од 84 убиства почињених 2007. године, отприлике половина њих почињена је ватреним оружјем. Злочини повезани са бандама су такође у порасту, између 1997. и 2005. године, преко 300 убистава повезано је са бандама. Као резултат тога, Влада Онтарија развила је стратегију против употребе ватреног оружја. Године 2011, број пријављених убистава у Торонту пао је на 45, што је пад од скоро 26% у односу на претходну годину, као и најмањи забележени број убистава још од 1986. године.

## Образовање
Торонто је један од најважнијих високообразовних центара на северноамеричком континенту. Универзитет у Торонту је основан 1827. године и најстарија је образовна установа овог типа у целом Онтарију. Према Шангајској листи у 2012. Универзитет у Торонту је према квалитети студија сврстан на прво место у Канади и на 27. позицију међу светским Универзитетима. Универзитет има и два факултета са одељењима у Скарбороу и Мисисаги. Четврта највећа библиотека на континенту је власништво овог универзитета (после Харварда, Јејла и Берклија). У Торонту делује и Универзитет Јорк чије правно одељење (Osgoode Hall Law School) поседује највећу збирку уџбеника и књига из права на целој територији Британског комонвелта. Ту су још и Универзитет Рајерсонов и Колеџ примењене уметности и дизајна Онтарија (OCAD University).
У граду постоје и четири лиценцирана колеџа (више школе), Сенека, Сентенијал, Џорџ Браун и Хамбер колеџ. У Ошави која је део Великог Торонта налази се Технолошки институт Универзитета Онтарија и Дарем колеџ.
У самом седишту града делује Краљевски музички конзерваторијум. Конзерваторијум је 1886. основао Едвард Фишер који је уједно био и њен први управник и уметнички директор. Ова установа је 1995. уврштена на листу културно-историјских знаменитости Канаде. Од марта 2011. Конзерваторијум у Торонту има потписан уговор о сарадњи са њујоршким Карнеги Холом у домену формирања јединственог система музичког образовања.
Канадски филмски центар, кога је 1988. основао редитељ Норман Џуисон, најважнија је образовна институција која се бави проучавањем филма, телевизије и савремених мас медија.
Свим јавним школама у граду и околини управљају четири највећа школска одбора. Највећи је школски одбор округа Торонто (Toronto District School Board; TDSB) под чијом ингеренцијом је укупно 558 англофоних јавних школа (од тога је 451 основна школа). ТДСБ је највећи школски одбор на територији Канаде и четврти по величини на континенту.
Народна библиотека у Торонту по броју књига представља највећу јавну библиотекарску установу у Канади, и 2008. је имала највећи тираж по глави становника од свих других јавних библиотека у земљи заједно. Основана 1830. као стручна библиотека машинског института, библиотека данас поседује 98 специјализованих одељења са преко 12 милиона различитих издања.

## Спорт
Торонто је значајан и спортски центар. Једини је градски центар у Канади који има професионалне спортске екипе које се такмиче у 7 најјачих професионалних такмичења на континенту (НХЛ, МЛБ, НБА, МЛС, канадска женска хокејашка лига и канадска фудбалска лига).
Најважнији спортски објекти у граду су Роџерс центар, Ер Канада центар, Рико колисијум и Стадион БМО.
Међу најпопуларније спортове и спортове са најдужом традицијом у граду спада хокеј на леду. Један од најпознатијих и најстаријих спортских тимова у граду је хокејашки клуб Мејпл лифси, члан оригиналне шесторке Националне хокејашке лиге. Лифси су једна од најуспешнијих професионалних хокејашких екипа на свету, са чак 13 титула Стенли купа. Екипа се тренутно такмичи у североисточној дивизији источне конференције НХЛ лиге, а домаће утакмице од 1999. играју у Ер Канада центру. Некадашња хокејашка дворана Мејпл Лифс гарденс саграђена 1931. данас има статус споменика од историјског значаја. Торонто је и седиште Хокејашке куће славних која има и функцију музеја хокеја на леду (основана 1943).
Од 1995. екипа Торонто Репторса је члан професионалне кошаркашке НБА лиге. Своје домаће утакмице такође играју у дворани Ер Канада. Екипа је највећи успех остварила у сезони 2006/07 када су освојили титулу у дивизији Атлантик. У сезони 2010/11 за екипу Репторса наступао је и српски кошаркаш Предраг Стојаковић.
Америчка екипа Бафало билси која се такмичи у лиги америчког фудбала у Торонту је одиграла 8 својих "домаћих" утакмица у периоду између 2008. и 2012. Екипа Блу џејса представља град у МЛБ бејзбол лиги. У фудбалској МЛС лиги такмичи се екипа ФК Торонта.
Сваке године заједно са Монтреалом Торонто организује тениски турнир из мастерс серије (за мушкарце) Роџерс куп. Турнир се одржава крајем јуна, тако што је сваке парне године Торонто домаћин мушког, а Монтреал женског дела турнира и обратно. Мечеви се играју на теренима Рексал центра. Занимљиво је да су српски играчи славили 4 пута на овом турниру. Ана Ивановић је победила 2006. у женској конкуренцији, а Новак Ђоковић 2007, 2011. и 2012. године.
Торонто је у два наврата био град кандидат за организацију Летњих олимпијских игара, 1996. и 2008. године. У првом случају испао је у трећем кругу гласања (домаћинство је додељено Атланти), док је 2008. изгубио у одлучујућем кругу гласања од кинеске престонице Пекинга. Олимпијски комитет Канаде је првобитно најавио и трећу кандидатуру за организацију Летњих олимпијских игара 2020, али је кандидатура поништена у августу 2011. године у корист кандидатуре за игре 2024. године.
Торонто ће од 10. до 26. јула 2015. бити домаћин 17. Панамеричких игара.

## Градови побратими
Град Торонто има потписане уговоре о партнерству и сарадњи са следећим градовима:
- Милано, Италија (од 2002)
- Франкфурт, Немачка (од 1989)
- Чикаго, Сједињене Државе (од 1991)
- Чунгкинг, НР Кина (од 1986)

Са следећим градовима Торонто има уговоре о пријатељству:
- Варшава, Пољска (од 1990)
- Кијев, Украјина (од 1991)
- Кито, Еквадор (од 2006)
- Сагамихара, Јапан (од 1991)
- Хо Ши Мин, Вијетнам (од 2006)